# Black Tar Road
Pour plus de détails, voir Fiche technique et Distribution.
Black Tar Road est un drame social (voire road movie) américain écrit et réalisé par Amber Dawn Lee avec les collaborations à la réalisation de Rob Brownstein, Jeff Chassler, Robert P. Franco, Jay Holben et Gary Kohn, sorti en 2012.

## Synopsis
C'est l'histoire d'amour entre deux femmes toxicomanes. Heather (Noelle Messier) est une prostituée pour routiers. Son destin croise celui de Charlie une conductrice de camion (Amber Dawn Lee) et trafiquante de drogue. Leur rencontre vont chambouler leurs émotions et révélera Heather à sa potentialité homosexuelle.
En effet, toutes deux se sont forgé des carapaces pour résister au monde d'hommes dans lesquels elles se débattent. Charlie d'une manière plus affirmée, par une position ouvertement lesbienne solitaire et armée. Heather enfermée en elle-même pour supporter la voie de la soumission qui est la sienne. Mais surtout toutes deux tiennent le coup en s'abrutissant de drogues dures et l'alcool. Leur relation constitue une oasis de bienveillance et de tolérance dans cet environnement hostile. Mais on sait dès le début que cette éclaircie dans leur vie ne suffira pas à sauver les amantes de leurs démons,.

## Distribution
- Noelle Messier : Heather
- Amber Dawn Lee : Charlie
- Maria Olsen : Lady C
- Leif Gantvoort : Spider
- James Black (nl) : Jimmy
- Darin Cooper : l'organisateur du dîner
- Gary Kohn : Earl
- Bart Baggett : le prédicateur
- John A. Lorenz : Lenny
- Jodi Skeris : Tracey
- Kevin Kelly : Jed
- Tony Forsmark : Jake

## Lieux de tournage
Salt Lake City, Utah, États-Unis.